# Região das Montanhas Rochosas de Alberta

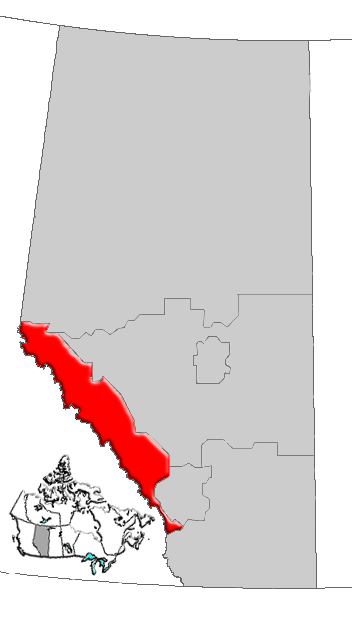
Localização da Região das Montanhas Rochosas em Alberta.

A Região das Montanhas Rochosas de Alberta é a região que compreende as montanhas rochosas canadenses, localizadas na província de Alberta no Canadá. A região está no sudoeste da província, ao longo da fronteira com a Colúmbia Britânica.
A principal indústria da região é o turismo, e é nessa região que se encontra o famoso Parque Nacional Banff, juntamente com o Hotel Banff Springs e o Château Lake Louise.